# Jurij Japelj
Jurij Japelj [júrij jápel], slovenski pesnik, jezikoslovec, prevajalec in duhovnik, * 11. april 1744, Kamnik, Slovenija, † 11. oktober 1807, Celovec, Avstrija. 

## Življenjepis
Rojen je bil v Kamniku 11. aprila 1744 očetu Primožu Apelu in materi Jeri. V Kamniku ga je šolal Miha Frančišek Paglovec. Po končanem zasebnem šolanju se je šolal pri jezuitih v Ljubljani. Študij je nadaljeval v Gorici in Gradcu. Leta 1769 je bil posvečen v Trstu, leta 1771 je bil kaplan v Trstu pri sv. Antonu. V letih 1773–1786 je služboval kot tajnik in notar škofa Herbersteina v Ljubljani. Leta 1787 je postal kurat na novoustanovljeni fari na Ježici pri Ljubljani. Leta 1789 so ga sprejeli kot člana goriško-tržaške kolonije rimske akademije Silvanide Driado, bil je član omizja Žige Zoisa. Leta 1795 je za štiri leta postal župnik in dekan v Naklem. Leta 1799 je postal vodja celovškega semenišča. Sodeloval je pri obnavljanju Akademije delavnih (Academie operosorum) in postal njen tajnik. Leta 1800 ga je škof imenoval za kanonika in konzistorijalnega svetnika, leta 1806 pa je postal šolski nadzornik in referent za šolstvo. Malo pred smrtjo so ga imenovali za tržaškega škofa. Umrl je v Celovcu 11. oktobra 1807.

## Delo
Po navodilu škofa Herbersteina je leta 1777 začel prevajati Ta velki catekismus s' prashanjami inu odgovormi, ki je izšel leta 1779 in doživel še pet izdaj. Leta 1784 je izšla zbirka cerkvenih pesmi Zerkovne pesmi, litanie, inu molitve, per boshji slushbi. Leta 1783 je skupaj z Blažem Kumerdejem organiziral prevod Svetega pisma (sodelavci so bili Modest Šraj, Jožef Rihar, Jožef Škrinar, Anton Traven in Janez Debevec). Svetu pismu noviga testamenta je izšlo v dveh delih leta 1784 in 1786. Iz nemščine je leta 1786 prevedel Sbrane molitve. Leta 1787 je izdal knjigo Lysti inu evangelia, na vse nedele, inu prasnike zhes lejtu, ki je imela 382 strani. Sodeloval je pri prevajanju Stare zaveze, kjer pa je bil njegov delež manjši. Z Blažem Kumerdejem sta prevedla prve štiri Mojzesove knjige, peto pa je prevedel sam. Pentatevh je izšel leta 1791. Leta 1794 je izdal Pridige sa vse nedele skusi lejtu. Pri prevajanju drugega dela Stare zaveze je vodstvo prevzel Škrinjar in izšla je leta 1804. V spomin baronu Wulfenu je leta 1805 napisal elegijo. Zadnje njegovo tiskano delo je bil slavospev v slovo cesarju Francu I. Napisal je slovensko slovnico, ki pa ni bila objavljena zaradi njegove smrti. Od leta 1807 je shranjena v Licejski knjižnici (od leta 1945 se imenuje Narodna in univerzitetna knjižnica) v Ljubljani. Znanstveniki domnevajo, da se je veliko njegovih del izgubilo ali pa so ostala nedokončana zaradi njegove smrti.